# Yevgueni Vuchétich
Yevgueni Víktorovich Vuchétich (en ruso: Евгений Викторович Вучетич; Yekaterinoslav, Imperio ruso, 15 de diciembrejul./ 28 de diciembre de 1908greg.-Moscú, Unión Soviética, 12 de abril de 1974), fue un escultor monumentalista ruso y soviético. A lo largo de su carrera artística fue galardonado con el título de Héroe del trabajo socialista (1967), artista popular de la URSS (1959), el Premio Lenin (1970) y cinco premios Stalin (1946, 1947, 1948, 1949, 1950). Su padre era serbio de Montenegro. 

## Biografía
Fue nombrado Artista del Pueblo de la URSS en 1959 y es conocido por sus obras monumentales, como la Estatua de la Madre Patria,  con 85 metros de altura está considerada como una de las más altas del mundo, en conmemoración de la batalla de Stalingrado en la colina llamada Mamáyev Kurgán en Volgogrado (antes Stalingrado).
Realizó la estatua del Soldado Libertador en el Monumento Conmemorativo de Guerra Soviético (Treptower Park) en Berlín con vistas al Cementerio del Ejército Rojo. El soldado está representado protegiendo con su brazo izquierdo a una niña y con el derecho sostiene una espada que simboliza la victoria, esta espada está descansando sobre una esvástica nazi destruida, es una gran escultura de doce metros de altura con un peso de 70 toneladas. Asimismo, es el autor del célebre monumento a Félix Dzerzhinski inaugurado en 1958, en pleno deshielo de Jrushchov, en la plaza Lubyanka de Moscú y derribado en agosto de 1991 por la acción popular durante el fallido intento de golpe de Estado en la Unión Soviética que pretendía apartar del poder a Mijaíl Gorbachov.
En 1957, el escultor se convirtió en el autor de la estatua alegórica «Convirtamos espadas en arados», instalada en la sede de las Naciones Unidas en Nueva York (Estados Unidos). El nombre de la estatua, un llamamiento a abandonar la lucha y la enemistad, a una vida pacífica y creativa, se toma del Antiguo Testamento (Isaías 2: 4, Joel 3:10, Miqueas 4: 3), donde se predice que los pueblos del mundo dejarán de luchar y las armas se convertirán en arados y hoces. También fue responsable de muchas estatuas de Lenin, de dignatarios soviéticos y de esculturas patrióticas (incluyendo la Madre Patria en Kiev).
Participó en la Gran Guerra Patria contra el Tercer Reich donde alcanzó el grado militar de coronel. Se unió al Partido Comunista de la Unión Soviética en el momento de la batalla de Stalingrado (1943).
Académico de la Academia de Artes de la URSS (1953; Miembro correspondiente 1947). Miembro del Presídium de la Academia de Artes de la URSS, secretario del departamento de escultura (1957-1966), miembro del Presídium (1968-1970). Vicepresidente de la Academia de Artes de la URSS en 1970-1974. Miembro de la Unión de Artistas de la URSS (1938). Desde 1960 - teniente coronel retirado.
Murió el 12 de abril de 1974 en Moscú. Fue enterrado en el cementerio Novodévichi (sitio n.º 5). En la tumba del escultor, hay una copia reducida del monumento «Madre afligida» creado por él, que forma parte del conjunto de monumentos en el Mamáyev Kurgán en Volgogrado.

## Condecoraciones
- Héroe del trabajo socialista (1967)
- Artista del pueblo de la RSFS de Rusia (1951)
- Artista de honor de la RSS de Kazajistán (1957)
- Artista del Pueblo de la URSS (1959)
- Premio Lenin (1970) - por el conjunto de monumentos a los héroes de la batalla de Stalingrado en Volgogrado
- Premio Stalin de segundo grado (1946) - por el retrato escultórico del general de ejército Iván Cherniajovski (1945)
- Premio Stalin de primer grado (1947) - por el monumento al teniente general Mijaíl Efremov en Viazma, Óblast de Smolensk (1946)
- Premio Stalin de segundo grado (1948) - por el retrato escultórico del Coronel General Vasili Chuikov (1947)
- Premio Stalin de segundo grado (1949) - por la creación de retratos escultóricos del dos veces Héroe de la Unión Soviética Timofey Khryukin y del Héroe del Trabajo Socialista N. Niyazov
- Premio Stalin de primer grado (1950) - por el monumento a los soldados del ejército soviético en Berlín y el alto relieve "¡Te lo juramos, camarada Lenin!"
- Orden de Lenin, dos veces (1952, 1967)
- Orden de la Guerra Patria (1946)
- Medalla por la Defensa de Leningrado (1942)
- Medalla por la Defensa de Moscú (1943)
- Medalla Conmemorativa del 800.º Aniversario de Moscú (1947)
- Medalla por la Victoria sobre Alemania en la Gran Guerra Patria 1941-1945
- Medalla Conmemorativa del 20.º Aniversario de la Victoria en la Gran Guerra Patria de 1941-1945
- Medalla del 50.º Aniversario de las Fuerzas Armadas de la URSS
- Medalla de oro de la Exposición Mundial de Arte e Industria en París - por el conjunto escultórico "Kliment Voroshilov a caballo" (1937)
- Gran Premio de la Exposición Universal de Bruselas (1958)
- Medalla de plata del Ministerio de Cultura de la URSS (1958)
- Premio Jawaharlal Nehru (1968)
- Medalla de oro que lleva el nombre de M. B. Grekov (1973)

## Galería de obras

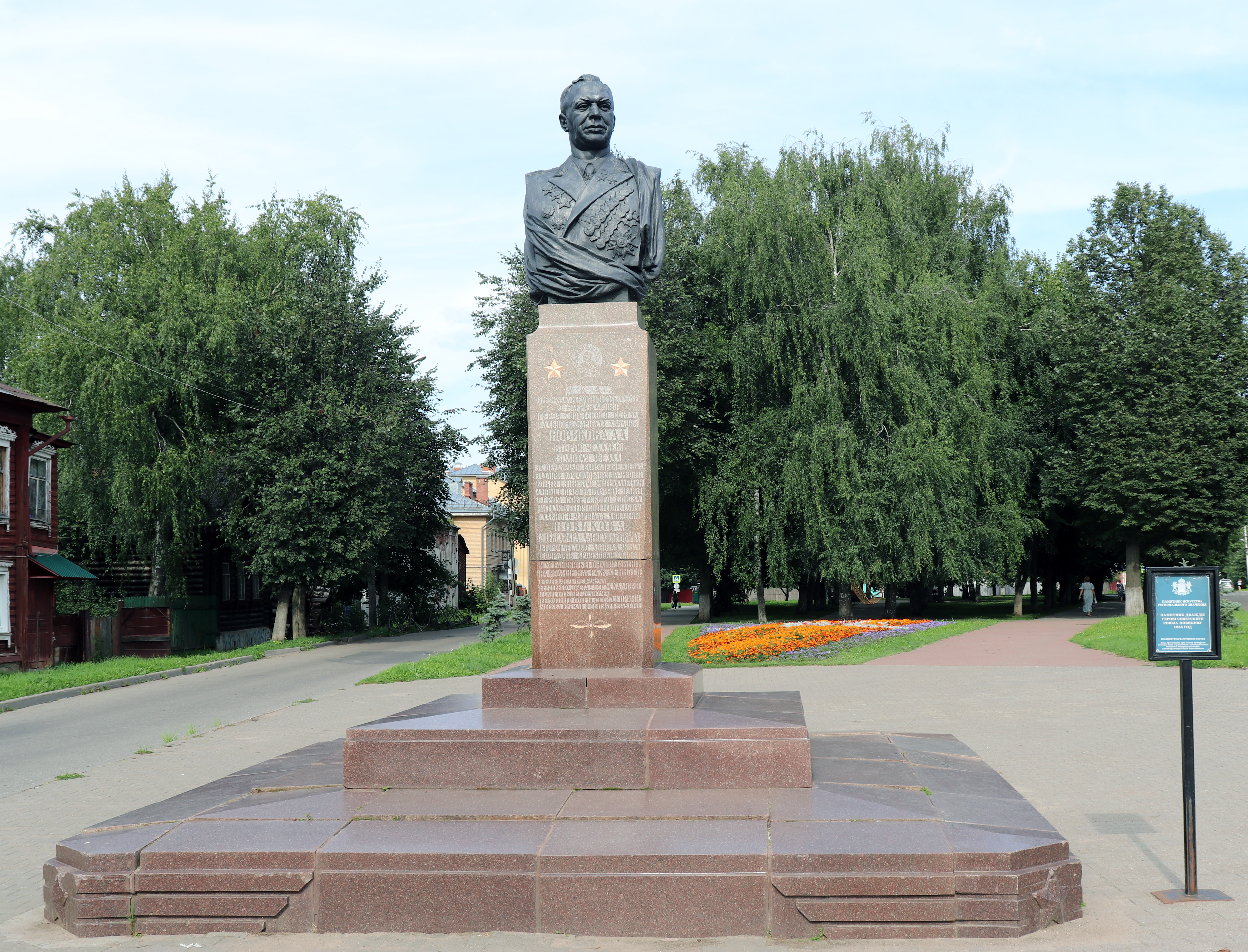
Busto de bronce del Mariscal del Aire Aleksandr Nóvikov en Kostromá
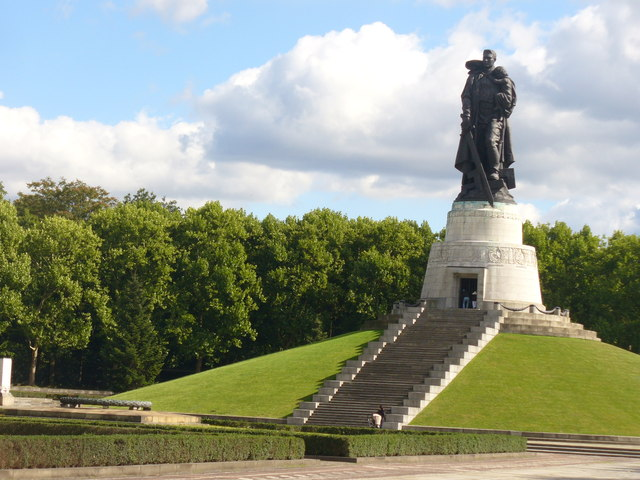
Monumento Conmemorativo de Guerra Soviético en Treptower Park en Berlín
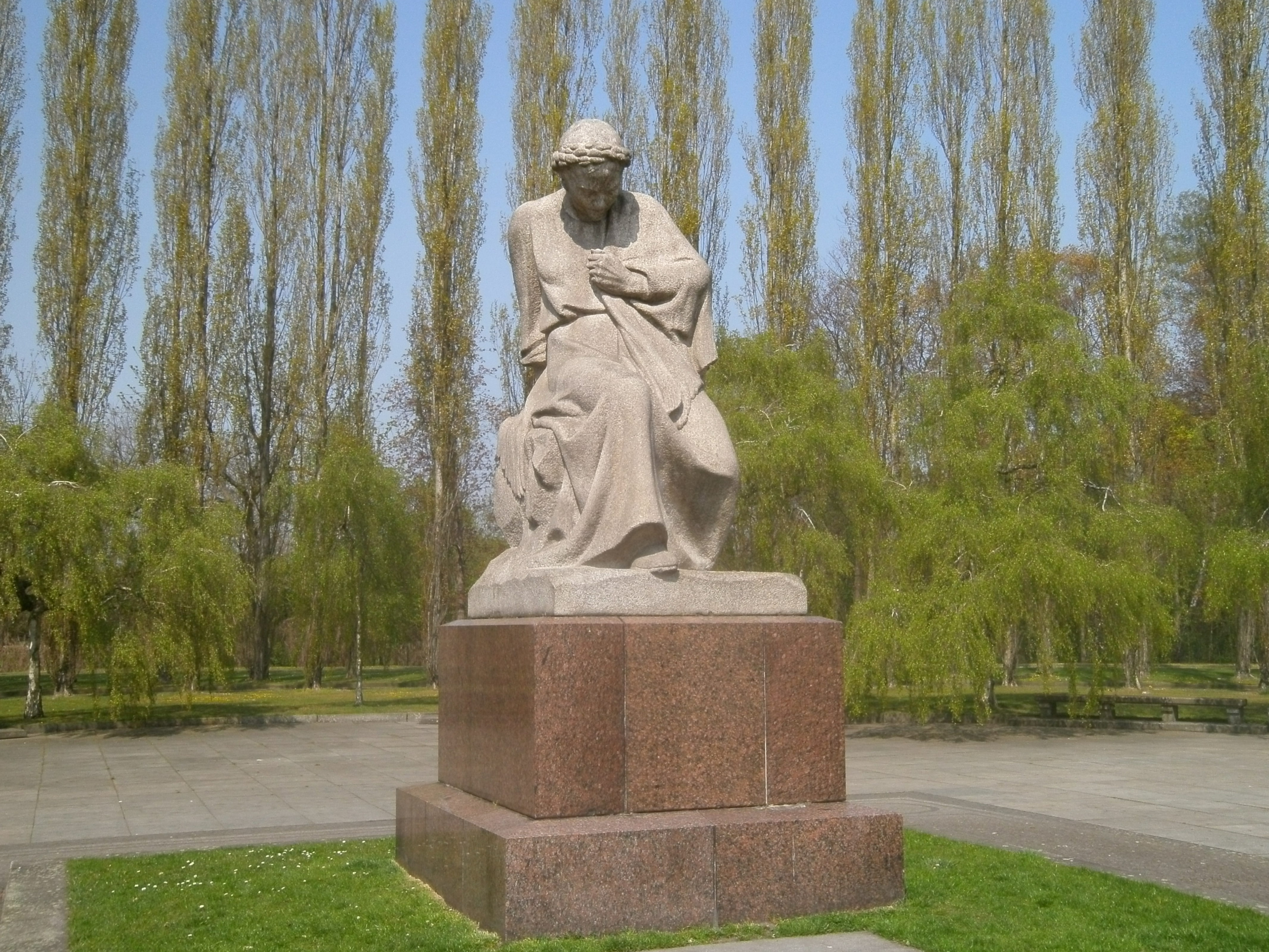
Monumento de guerra soviético Estatua de la Madre Patria en Berlín
Monumento al General de Ejército Nikolái Vatutin, en Kiev
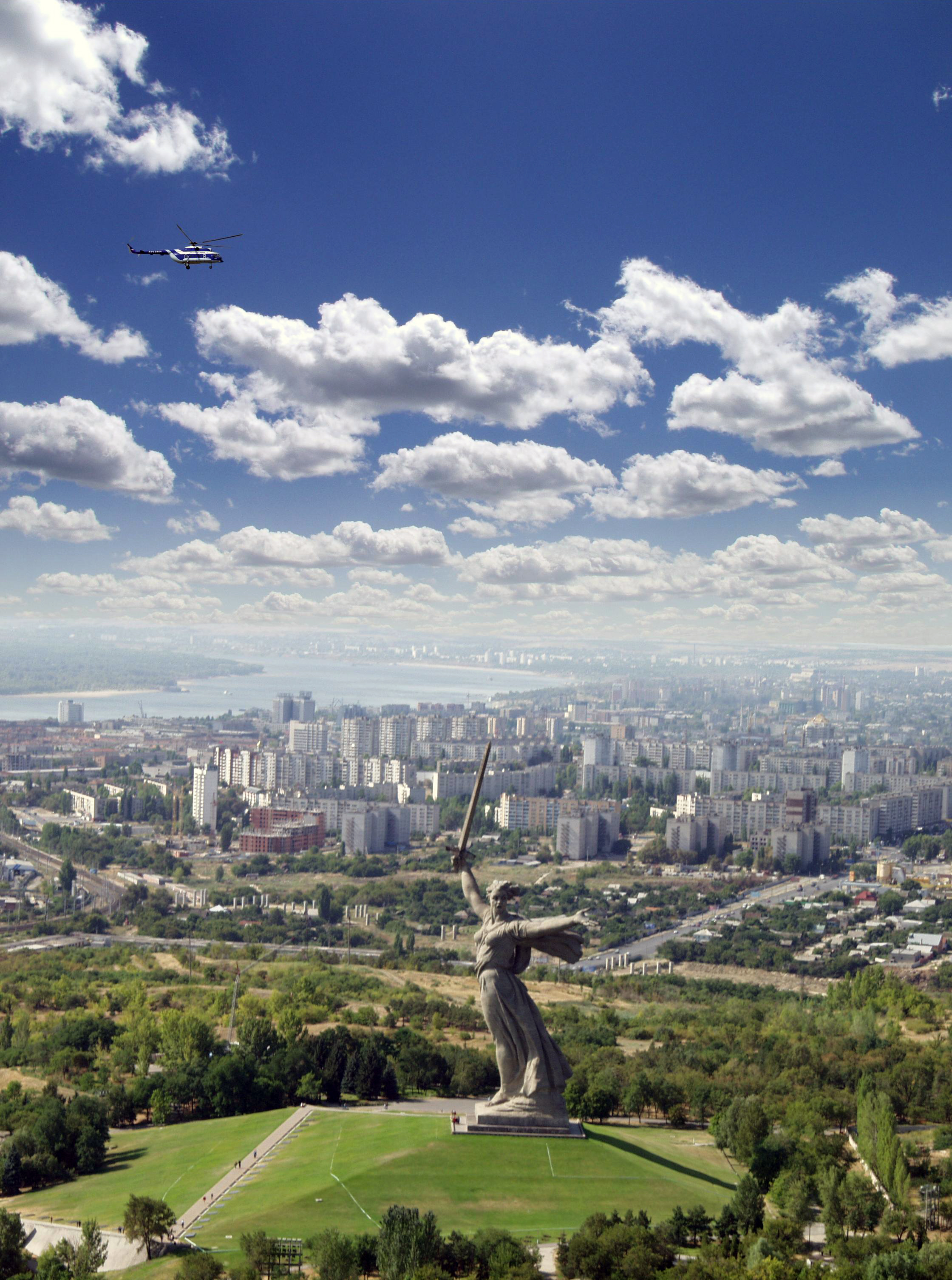
Colina Mamaev Kurgan con la Estatua de la Madre Patria
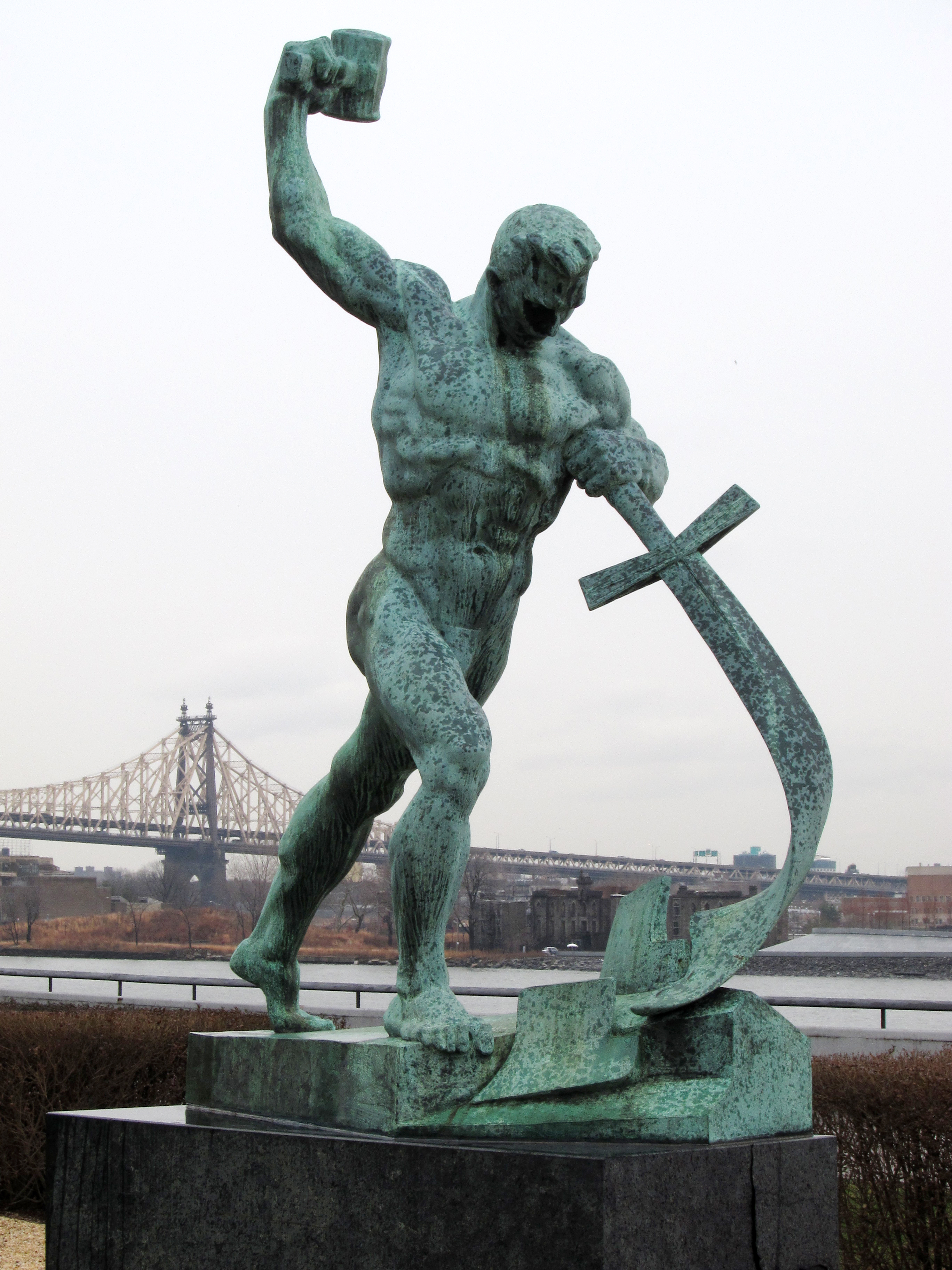
"Convirtamos espadas en arados" en la sede de las Naciones Unidas, New York.